# Atholus bimaculatus
Atholus bimaculatus (лат.) — вид жуков-карапузиков из подсемейства Histerinae (триба Histerini, Histeridae). Широко распространённый голарктический вид. Интродуцирован в Африку и Южную Америку. Хищник, истребляющий синантропных мух и других насекомых, обитающих в навозе.

## Распространение
Голарктика (Европа и Северная Америка); Япония (Кюсю; 0ki Is; Iki Is; Tsushima Is); Индия; Мьянма (Тенассерим); Аргентина (интродуцирован); Чад (интродуцирован). Россия (европейская часть, Сибирь и Дальний Восток); Кавказ, Передняя Азия, Средняя Азия.

## Описание
Мелкие жуки-карапузики, длина тела 3—4 мм (личинки до 8 мм). Тело продолговато-овальное, умеренно выпуклое, блестящее, чёрное (усики и ноги буроватые) с красновато-коричневыми пятнами на надкрыльях. От близких видов отличается глубокими заглазничными ямками на переднеспинке, вдавленным лбом, цельными 1—5-ми спинными бороздками надкрылий, гладким пигидием. Передние голеним с 4 зубцами по наружнему краю.
Встречается, главным образом в навозе (в том числе, в хлевах и около жилищ человека); также в гниющих растительных остатках и на падали. Хищник, истребляет личинок синантропных мух и других насекомых.

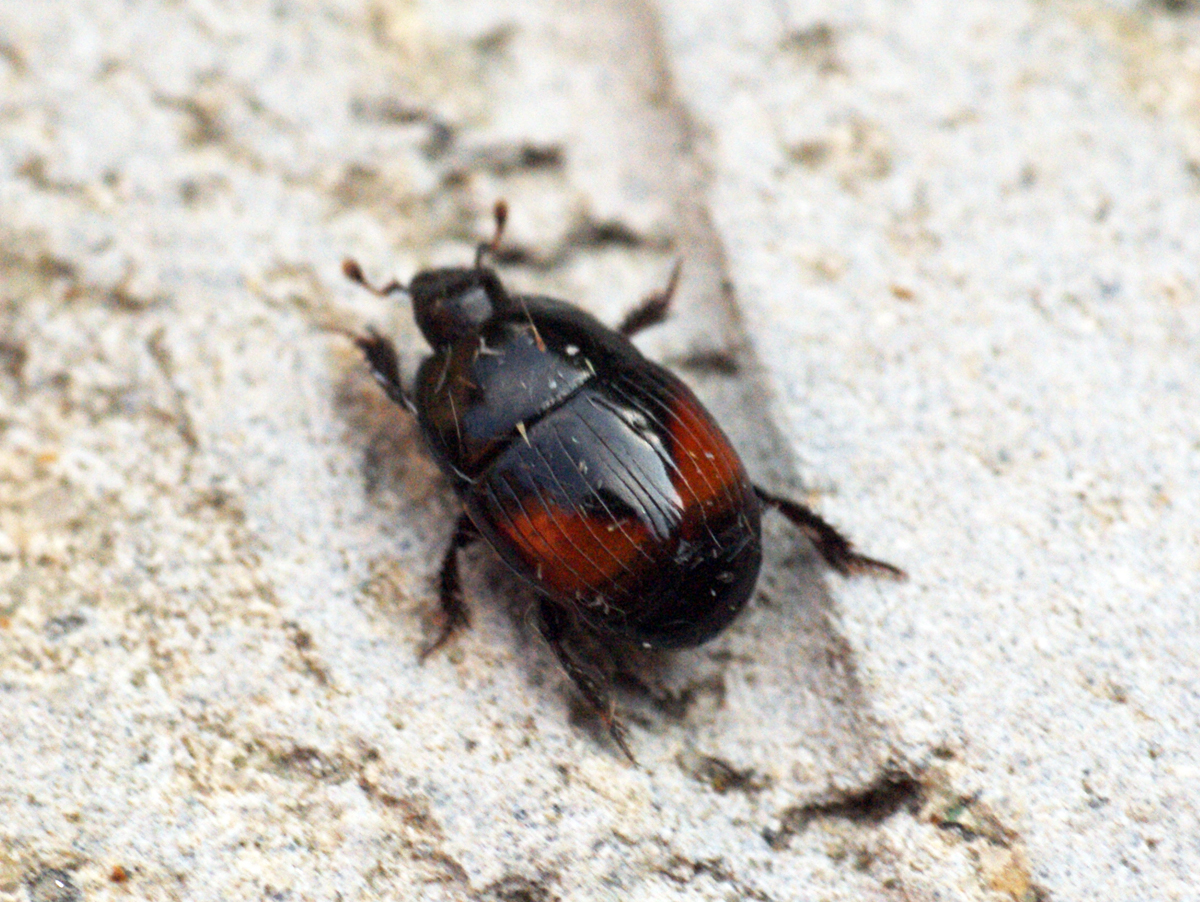
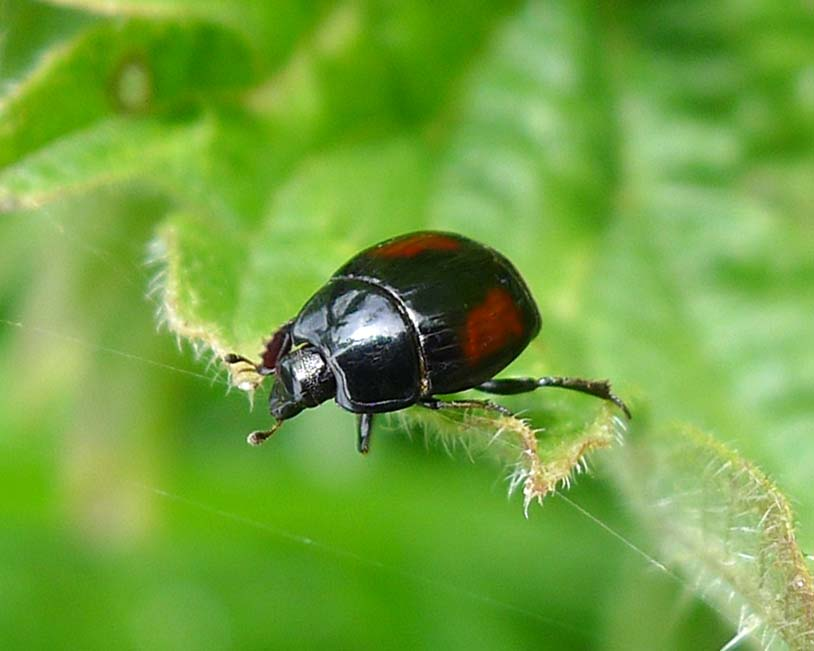

## Классификация
Вид был впервые описан в 1758 году шведским натуралистом Карлом Линнеем под названием Hister bimaculatus Linnaeus, 1758. С 1906 года включён в состав рода Atholus (Histerinae, триба Histerini).